# Ligne 9 du métro de Barcelone
Pour les articles homonymes, voir Ligne 9.
La ligne 9 (en catalan : Línia 9 del metro de Barcelona, en espagnol : Línea 9 del metro de Barcelona) est l'une des douze lignes du réseau du métro de Barcelone, ouverte partiellement en décembre 2009, puis en février 2016. Elle est exploitée par TMB et dessert quatre communes.
La ligne est imaginée à la fin des années 1990 comme une connexion entre l'est et l'ouest de la métropole sans passer par le centre et desservant l'aéroport d'El Prat. Mise en chantier en 2003, elle subit retards techniques, restrictions budgétaires et arrêt des travaux. Le tronçon nord est ouvert au public en 2009, puis la section sud entre en service six ans et demi plus tard. Le percement de la partie centrale reprend en 2022, après une décennie de paralysie, pour une ouverture prévue en 2030, plus de vingt ans après la date initialement prévue.

## Historique

### Projet
En 1997 est publié le plan directeur des infrastructures (PDI) 2001-2010, qui prévoit la ligne 9 du métro de Barcelone. D'une longueur de 42 km pour 46 stations et évitant le centre de Barcelone, elle devait compter deux trajets, l'un reliant l'aéroport à Santa Coloma de Gramenet, l'autre connectant la zone franche de Barcelone et la ville de Badalone, avec une section conjointe entre L'Hospitalet de Llobregat et la gare de Barcelone-La Sagrera-Meridiana.

### Débuts des travaux et retards
Le chantier débute en septembre 2003, au niveau du tronçon nord, qui doit relier Badalona et Santa Coloma à la gare de La Sagrera, avec le percement du tunnel au niveau de Badalona. Le creusement de celui de Santa Coloma commence peu après. Ce même tronçon est alors prévu pour entrer en service en 2005, comme le tronçon de la zone franche, construit en partie en viaduc en raison de la nature très instable du sous-sol. L'année suivante, le gouvernement catalan estime qu'il sera difficile de tenir le délai de mise en service, initialement prévu en 2007, en raison du retard pris sur le tronçon nord.
Entre septembre 2004 et avril 2005, un des deux tunneliers est arrêté, en panne, au niveau du quartier d'El Bon Pastor. À la suite d'un effondrement en avril 2005 pendant le prolongement de la ligne 5 vers El Carmel, la profondeur du tunnel est révisée afin de prévenir les risques de creuser sous des zones déjà urbanisées. Les travaux de la section de la zone franche commencent en juillet 2005, et à la fin de cette même année, les nouveaux objectifs de mise en service repoussent le tronçon nord à 2008 et l'ensemble de la ligne à 2012.
Le tracé est modifié en 2006 au niveau de l'aéroport d'El Prat, le tunnel contournant les pistes d'atterrissage par l'ouest au lieu de circuler en dessous, afin de desservir la zone logistique aéroportuaire. Les travaux du tronçon jusqu'à la zone aéroportuaire commencent la même année, à L'Hospitalet de Llobregat. L'exécutif autonome indique en septembre 2007 qu'il vise désormais une ouverture du tronçon nord en 2010, confirmant le reste de la ligne deux ans plus tard. En février 2009, le tunnelier de la section Badalona/Bon Pastor commence à perforer le sous-sol de la zone franche.

### Inauguration partielle
Le 13 décembre 2009, le président de la généralité de Catalogne, José Montilla, inaugure une première section de la ligne 9, constitué de cinq stations situées uniquement sur le territoire de Santa Coloma de Gramenet. La L9 est prolongée d'une station le 18 avril 2010 et arrive à Bon Pastor ; à cette occasion, la section depuis Badalona est ouverte en tant que ligne 10. Deux nouvelles stations sont ajoutées le 26 juin suivant, jusqu'à La Sagrera. En août 2010, la mise en service complète de la ligne est de nouveau décalée et désormais annoncée pour 2014, en raison notamment des retards accumulés et des restrictions budgétaires qui conduisent à diminuer l'investissement en matière d'infrastructures.

### Arrêt des travaux et seconde inauguration partielle
Le gouvernement catalan annonce en mars 2011 un ralentissement des travaux sur plusieurs stations, notamment Eixample Nord et Aeroport Terminal de Càrrega à El Prat, puisqu'elles doivent desservir des zones pas encore construites. Le percement du tronçon central, entre Camp Nou et Maragall, est arrêté par l'exécutif autonome en septembre 2011, alors qu'il ne reste à creuser que quatre kilomètres de tunnel, faute de capacité financière et sans communication d'un nouvel échéancier. En parallèle, une station est ajoutée à la L9, Santa Rosa, à Santa Coloma de Gramenet.
Également stoppé, le percement du tunnel au niveau de la zone franche est relancé en novembre 2012, son achèvement permettant son utilisation comme tunnel de service pour la L9 vers l'aéroport d'El Prat, garantissant sa desserte. Le tronçon sud de la L9 est inauguré par le président de la Généralité, Carles Puigdemont, le 12 février 2016, à seulement dix jours du lancement du Mobile World Congress (MWC). Connectant la station Zona Universitària à l'aéroport, long de 20 km et 15 stations, il constitue la première desserte en métro de la commune d'El Prat de Llobregat.

### Reprise des travaux
En 2018, le gouvernement de Catalogne envisage une reprise du chantier à la fin de l'année, pour une ouverture de la section centrale de la ligne en 2023, et une mise en service complète en 2026, plusieurs stations devant ouvrir pendant ces trois années. Les travaux du tronçon central sont finalement relancés quatre ans plus tard, en juin 2022 avec la remise en marche du tunnelier. La mise en service de la ligne est ainsi prévue pour 2027, certaines stations ne devant ouvrir qu'en 2029. Pendant les onze ans de paralysie du chantier, le gouvernement catalan a dépensé 7,5 millions € pour assurer l'entretien du tunnelier. À la fin du mois de février 2024, le tunnelier — déjà en retard sur la programmation initiale — est contraint à l'arrêt à 500 m de la future station Mandri, en raison de l'apparition imprévue de granit sur son tracé. Il redémarre deux mois et demi plus tard.
À la fin de l'année 2024, les autorités régionales indiquent viser une ouverture du tronçon jusqu'à Guinardó | Hospital de Sant Pau fin 2027-début 2028. L'inauguration de la ligne entière serait alors prévue pour 2030. À cette occasion, le tracé passant par Sagrera | TAV (sans arrêt) et La Sagrera sera modifié en empruntant un nouveau tunnel et de nouveaux quais, ce qui libérera le tunnel et les quais construits pour une extension de la ligne 4, qui pourra ainsi voir le jour.

## Caractéristiques

### Ligne
La ligne 9 est actuellement divisée en deux tronçons, nord et sud. Elle mesure au total 28 km, est parsemée de 24 stations et dessert notamment l'aéroport Josep Tarradellas Barcelone-El Prat.

### Stations
|  |   |  | Station                          | Commune                         | Correspondances |
|  | - |  | -------------------------------- | ------------------------------- | --------------- |
|  | ■ |  | Can Zam                          | Santa Coloma de Gramenet        |                 |
|  | o |  | Singuerlín                       | Santa Coloma de Gramenet        |                 |
|  | o |  | Església Major                   | Santa Coloma de Gramenet        |                 |
|  | o |  | Fondo                            | Santa Coloma de Gramenet        |                 |
|  | o |  | Santa Rosa                       | Santa Coloma de Gramenet        |                 |
|  | o |  | Can Peixauet                     | Santa Coloma de Gramenet        |                 |
|  | o |  | Bon Pastor                       | Barcelone (Sant Andreu)         |                 |
|  | o |  | Onze de Setembre                 | Barcelone (Sant Andreu)         |                 |
|  | x |  | Sagrera \| TAV                   | Barcelone (Sant Andreu)         |                 |
|  | ■ |  | La Sagrera                       | Barcelone (Sant Andreu)         |                 |
|  | x |  | Plaça de Maragall                | Barcelone (Horta-Guinardó)      |                 |
|  | x |  | Guinardó \| Hospital de Sant Pau | Barcelone (Horta-Guinardó)      |                 |
|  | x |  | Sanllehy                         | Barcelone (Horta-Guinardó)      |                 |
|  | x |  | Muntanya                         | Barcelone (Gràcia)              |                 |
|  | x |  | Lesseps                          | Barcelone (Gràcia)              |                 |
|  | x |  | El Putxet                        | Barcelone (Sarrià-Sant Gervasi) |                 |
|  | x |  | Mandri                           | Barcelone (Sarrià-Sant Gervasi) |                 |
|  | x |  | Sarrià                           | Barcelone (Sarrià-Sant Gervasi) |                 |
|  | x |  | Prat de la Riba                  | Barcelone (Sarrià-Sant Gervasi) |                 |
|  | x |  | Manuel Girona                    | Barcelone (Sarrià-Sant Gervasi) |                 |
|  | x |  | Campus Nord                      | Barcelone (Les Corts)           |                 |
|  | ■ |  | Zona Universitària               | Barcelone (Les Corts)           |                 |
|  | x |  | Camp Nou                         | Barcelone (Les Corts)           |                 |
|  | o |  | Collblanc                        | L'Hospitalet de Llobregat       |                 |
|  | o |  | Torrassa                         | L'Hospitalet de Llobregat       |                 |
|  | o |  | Can Tries \| Gornal              | L'Hospitalet de Llobregat       |                 |
|  | o |  | Europa \| Fira                   | L'Hospitalet de Llobregat       |                 |
|  | o |  | Fira                             | L'Hospitalet de Llobregat       |                 |
|  | o |  | Parc Logístic                    | Barcelone (Sants-Montjuïc)      |                 |
|  | o |  | Mercabarna                       | Barcelone (Sants-Montjuïc)      |                 |
|  | o |  | Les Moreres                      | El Prat de Llobregat            |                 |
|  | x |  | La Ribera                        | El Prat de Llobregat            |                 |
|  | o |  | El Prat Estació                  | El Prat de Llobregat            |                 |
|  | o |  | Cèntric                          | El Prat de Llobregat            |                 |
|  | o |  | Parc Nou                         | El Prat de Llobregat            |                 |
|  | o |  | Mas Blau                         | El Prat de Llobregat            |                 |
|  | o |  | Aeroport T2                      | El Prat de Llobregat            |                 |
|  | x |  | Aeroport Terminal de Càrrega     | El Prat de Llobregat            |                 |
|  | ■ |  | Aeroport T1                      | El Prat de Llobregat            |                 |

## Exploitation

### Matériel roulant
La ligne est servie par des trains de type série 9000, produits par Alstom, à conduite automatique basée sur le système CBTC.

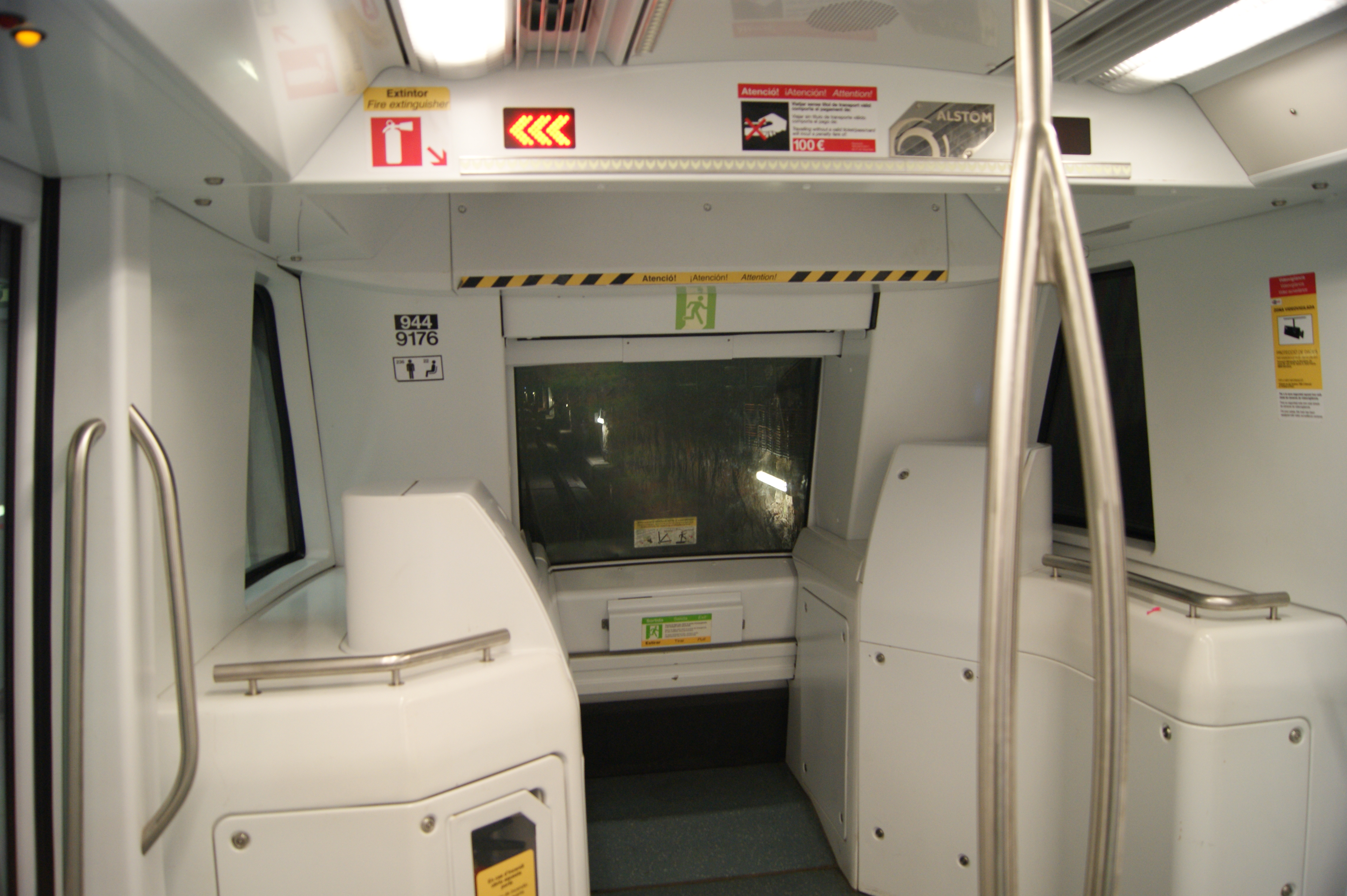
Poste avant d'une rame sans conducteur.
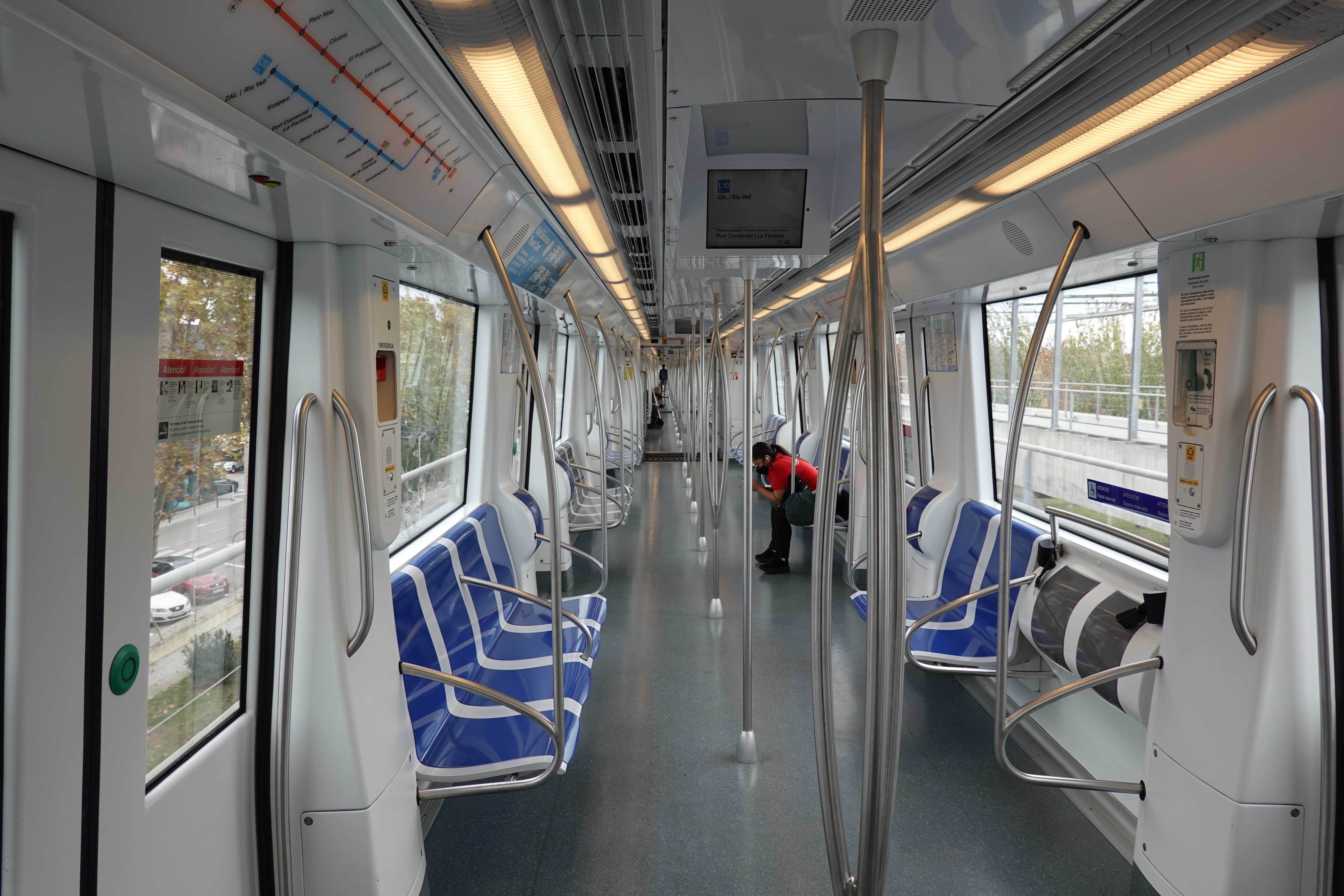
Intérieur d'une rame, circulant en aérien.
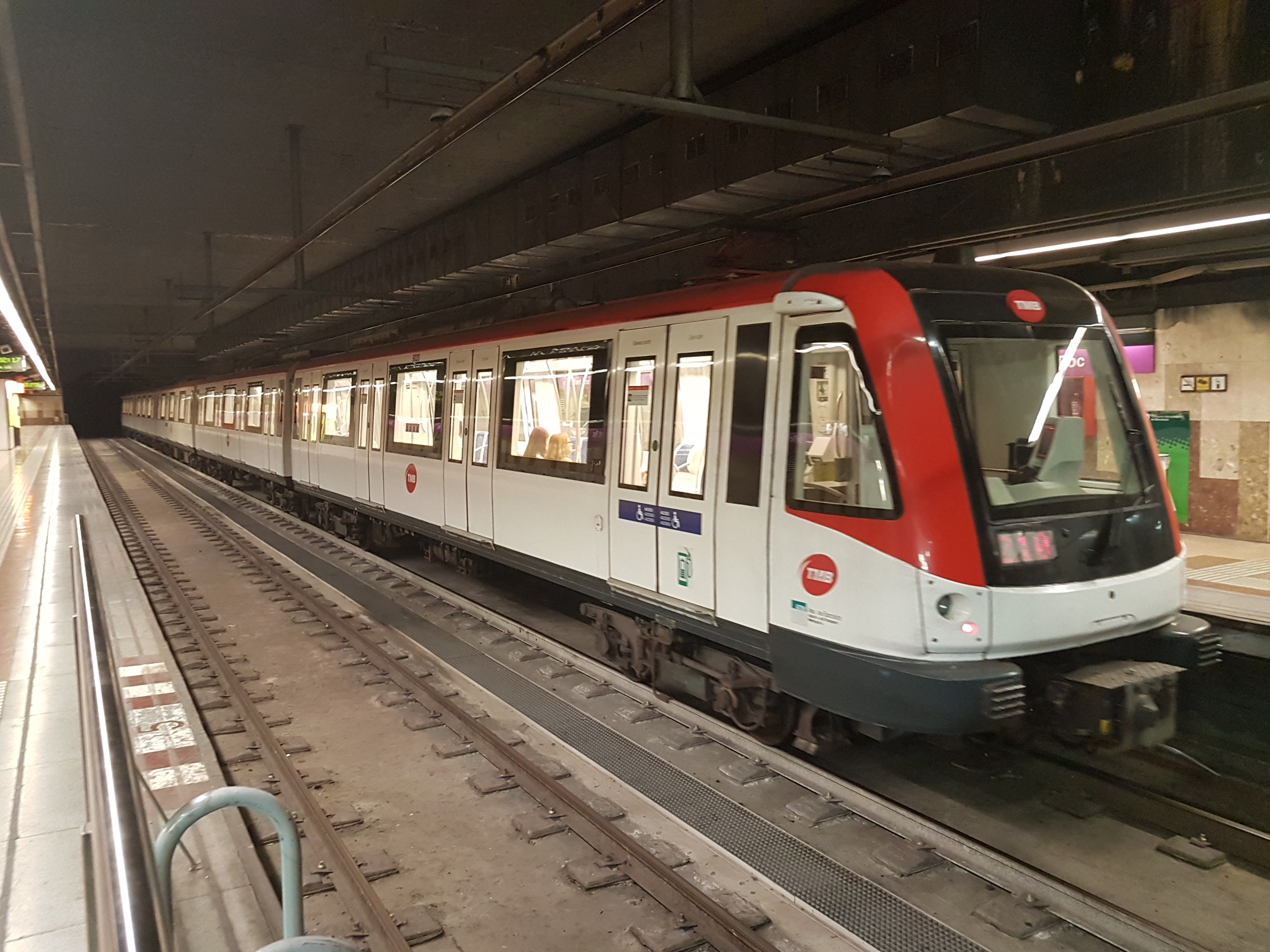
Série 9000 (avec conducteur) de  .

### Horaires et tarification
Les trains de la ligne 9 circulent à partir de 5 heures du matin. Ils s'arrêtent à minuit du lundi au jeudi, le dimanche et les jours fériés, à 2 heures du matin le vendredi et les veilles de jours fériés, et jusqu'à 23 heures la veille de Noël. Ils roulent sans interruption le samedi et lors de la Festa Major de Gràcia, en août.